# Lithidiidae
Los litidíidos (Lithidiidae) son una familia de insectos ortópteros celíferos. Se distribuye por el África.

## Géneros
Según Orthoptera Species File (31 mars 2010):
- Eneremius Saussure, 1888
- Lithidiopsis Dirsh, 1956
- Lithidium Uvarov, 1925
- Microtmethis Karny, 1910